# Marcoussis
Marcoussis ist eine französische Stadt mit 8.597 Einwohnern (Stand 1. Januar 2022) im Département Essonne in der Region Île-de-France; sie gehört zum Arrondissement Palaiseau und zum Kanton Les Ulis.

## Geographie
Die Stadt liegt etwa 25 km südlich des Zentrums von Paris und war bis in die 1960er Jahre hinein eine Stadt des Gemüseanbaus, die die Pariser Markthallen vor allem mit Tomaten und Erdbeeren belieferte. Das Gemeindegebiet wird vom Flüsschen Salmouille durchquert. Die Nachbargemeinden sind Linas, Montlhéry, Nozay, Saint-Jean-de-Beauregard, La Ville-du-Bois, Ollainville, Fontenay-lès-Briis, Janvry, Les Ulis und Villejust.

## Geschichte
Die Siedlung entwickelte sich rund um die Priorei Saint Wandrille, Dependance der gleichnamigen Abtei in der Normandie. 854 erwähnt ein Dokument Karls des Kahlen Besitz in Marcoussis, anfangs nur ein Weingut von Bution bei Arpajon. Als das Kloster Bution verloren ging, siedelten die Mönche zu Beginn des 12. Jahrhunderts nach Marcoussis über. Ende des 13. Jahrhunderts lebte noch ein Mönch hier unter 120 Einwohnern.
Von 1404 bis 1408 ließ Jean de Montaigu, der Berater Karls VI., hier sein Schloss errichten, von dem heute nur noch die Grundmauern eines Turms, Les Oubliettes, vorhanden sind, das Kloster neu bauen und mit Cölestinermönchen füllen, sowie die Pfarrkirche restaurieren, in der sich heute eine Marmorstatue Marias befindet, die Herzog Johann von Berry dem Konvent schenkte.
Spätere Besitzer von Marcoussis waren die Malet de Graville und die Balzac d’Entragues.

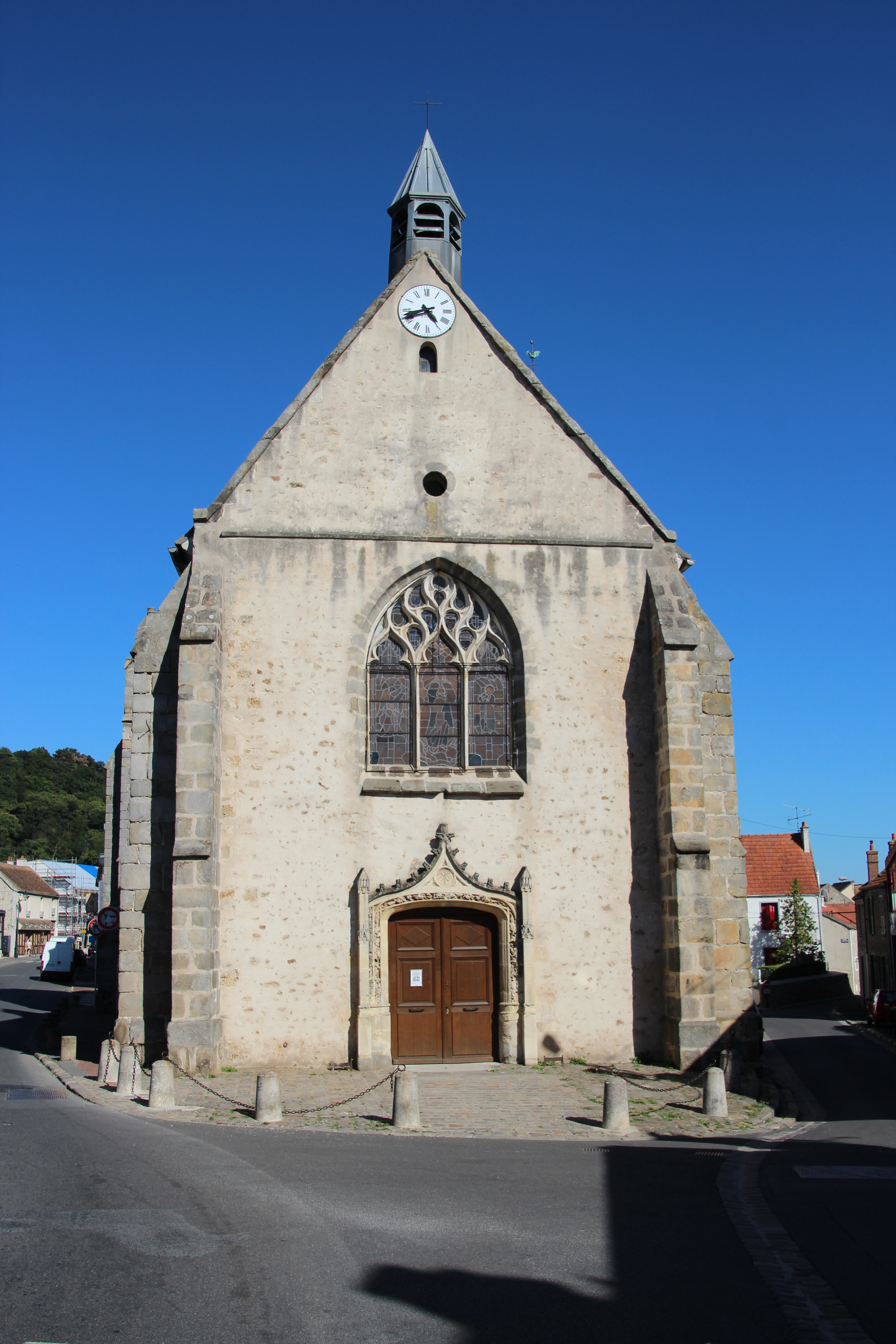
Kirche Sainte-Marie-Madeleine

## Bevölkerungsentwicklung
| Jahr                       | 1962 | 1968 | 1975 | 1982 | 1990 | 1999 | 2006 | 2011 | 2019 |
| Einwohner                  | 2187 | 2635 | 3980 | 4465 | 5680 | 7226 | 7647 | 7987 | 8138 |
| Quellen: Cassini und INSEE |      |      |      |      |      |      |      |      |      |

## Sport
In Marcoussis befindet sich das Centre national du rugby der Fédération française de rugby. Es war einer der Austragungsorte bei der Frauen-Rugby-Union-Weltmeisterschaft 2014.

## Sehenswürdigkeiten
- Pfarrkirche Sainte-Marie-Madeleine aus der Zeit Jean de Montaigus mit der Marienstatue, einem Werk Jean de Cambrais
- Reste des Schlosses der Montaigu
- Reste des Château de Bellejame
- Commanderie de Déluge (12. Jahrhundert)

## Persönlichkeiten
- Jean de Montaigu (Marmousets) (1363–1409), Berater der französischen Könige Karl V. und Karl VI, Gründer der Abtei Marcoussis, Erbauer eines der Schlösser in Marcoussis
- Catherine Henriette de Balzac d’Entragues (1579–1633), Tochter eines Herren von Marcoussis und Geliebte des Königs Heinrich IV.
- Jean-Jacques Rousseau (1712–1778) verbrachte 1750/51 einige Tage in Marcoussis
- Jean-Baptiste Camille Corot (1796–1875) hielt sich mehrmals bei seinem Malerfreund Dumax auf; er hinterließ einige Bilder davon, darunter das Souvenir de Marcoussis, auch La charette genannt (befindet sich im Musée d’Orsay)
- Victor Adolphe Malte-Brun (1816–1889), Geograph und Kartograph, starb in Marcoussis
- Aymar de La Baume Pluvinel (1860–1938), Astronom, Mitglied der Académie des sciences, in Marcoussis geboren
- Louis Marcoussis (1878–1941), polnischer Maler, der seinen Familiennamen auf Anraten seines Freundes Guillaume Apollinaire in Marcoussis änderte
- Léo Roussel (* 1995), Autorennfahrer
- Judit Reigl (1923–2020), Malerin, lebte von 1963 bis 2020 in Marcoussis

## Städtepartnerschaften
- Waldsassen, Deutschland, seit 1970
- Bérégadougou, Burkina Faso, seit 1998.
- Mariánské Lázně (früher Marienbad), Tschechien, seit 2006